# Gruppo Sportivo Bernocchi Legnano
Il Gruppo Sportivo Bernocchi Legnano, conosciuto anche come Bernocchi Legnano, è stata una società di pallacanestro femminile di Legnano, comune della provincia di Milano, in Lombardia, attiva dal 1945 al 1956 che ha militato per undici stagioni in Serie A conquistando quattro scudetti. Aveva come colore sociale l'azzurro.

## Storia

La formazione del Gruppo Sportivo Bernocchi campione d'Italia 1954-1955

Il Gruppo Sportivo Bernocchi, che prese il nome dal Cotonificio Bernocchi, azienda tessile legnanese attiva fra il 1868 ed il 1971, venne fondato a Legnano nel 1945. Aveva sede in corso Garibaldi 42.
Nel campionato di Divisione Nazionale 1945-1946, dopo aver superato le qualificazioni regionali arrivando primo nel girone lombardo di Divisione Nazionale, giunse al secondo posto nella semifinale B, secondo nella finale Nord e infine al secondo posto negli spareggi Nord, dove non si qualificò alle finali nazionali, l'ultima fase del torneo che assegnava il titolo di campione d'Italia.
Nella stagione 1946-1947 giunse primo nel gruppo 3 di Divisione Nazionale e poi al primo posto nel girone finale, risultato che gli valse la conquista del primo scudetto della sua storia. Questo percorso fu ripetuto nella stagione di Serie A 1947-1948 (nuovo nome del campionato), con un primo posto nel gruppo A e la vittoria nel girone finale, grazie alla quale conquistò il suo secondo titolo tricolore.
Nei campionati successivi seguirono dei buoni piazzamenti: un secondo posto (stagione 1948-1949), un terzo posto (1949-1950), un quinto posto (1950-1951), un altro quinto posto (1951-1952) e un secondo posto nel campionato 1952-1953.
Seguirono poi altri due scudetti nelle stagioni successive (1953-1954 e 1954-1955) e un secondo posto nel campionato di 1955-1956. 
Alla fine della stagione il Gruppo Sportivo Bernocchi si sciolse rinunciando così all'iscrizione al campionato successivo.

## Colori
Il Gruppo Sportivo Bernocchi aveva una divisa casalinga azzurra con pantaloncini bianchi.

## Palmarès
- Campionato italiano: 4

1946-1947, 1947-1948, 1953-1954 e 1954-1955